# 50 Cent
Pour les articles homonymes, voir Jackson.
50 Cent, de son vrai nom Curtis Jackson (né le 6 juillet 1975 dans le Queens, à New York), est un rappeur, chanteur, producteur de musique, acteur, compositeur et homme d'affaires américain. Jackson se lance dans la vente de drogues à l'âge de dix ans, puis dans une carrière musicale en 2000, période durant laquelle il est blessé par balle. Après la publication de sa compilation Guess Who's Back? en 2002, 50 Cent est découvert par Eminem et signe sur Shady Records, Aftermath Entertainment et Interscope Records.
Avec l'aide de Eminem et de Dr. Dre, qui a produit en 2003 son premier album sur un label major (Get Rich or Die Tryin'), Jackson est devenu le rappeur le plus populaire du moment et participe au collectif de rap East Coast G-Unit (qu'il mène de facto). En 2003, il fondait G-Unit Records, signant ses associés de G-Unit Young Buck, Lloyd Banks et Tony Yayo. Jackson atteint encore le succès avec la publication de son deuxième album, The Massacre, en 2005. D'autres albums suivront par la suite avec un succès plus modéré dont le dernier, Street King Immortal, en 2016.
Au long de sa carrière, Jackson dénombre plus de 70 millions d'albums vendus et est récompensé à plusieurs reprises. Il est détenteur d'un Grammy Award, de treize Billboard Music Awards, six World Music Awards, trois American Music Awards et quatre BET Awards. Il est en parallèle acteur et apparaît dans son film autobiographique Get Rich or Die Tryin' (2005), ainsi que dans d'autres films comme Les Soldats du désert (2006), La Loi et l'Ordre (2008) ou encore Évasion (2013).

## Biographie

### Enfance et jeunesse
Curtis James Jackson III naît le 6 juillet 1975 dans le Queens à New York. Il est issu du quartier de Jamaica, dans l'arrondissement de Queens à New York, et est élevé dans des conditions précaires par sa mère, Sabrina Jackson (1958-1983), qui lui a donné naissance alors qu'elle n'avait que dix-sept ans. Elle vend du crack et éduque en parallèle son fils jusqu'à son assassinat en 1983 : elle n'a que vingt-cinq ans lorsqu'elle meurt dans un incendie,. À cette période, Jackson n'a alors que huit ans. Après la mort de sa mère, Jackson emménage chez ses grands-parents avec huit oncles et tantes. Il raconte : « Je me souviens que ma grand-mère m'a dit : « Ta maman ne rentrera pas, elle ne reviendra pas te reprendre, tu resteras donc avec nous maintenant. » C'est alors que j'ai commencé à traîner dans la rue. » Son père James Jackson II est un fils d'immigré jamaïcains et haïtiens ; il sera absent tout au long de la vie de son fils, car incarcéré à perpétuité pour meurtre en 1975.
Il débute la boxe à l'âge de onze ans, et ouvre une salle de gymnase locale pour les jeunes à l'âge de 14 ans. Jackson se rappelle : « Quand je n'étais pas en classe, je passais mon temps en gym ou je vendais du crack ». Au milieu des années 1980, il participe aux Junior Olympics en tant que boxeur dans la catégorie amateur. Son but est de combattre dans le tournoi de boxe des Golden Gloves mais il n'est pas autorisé à participer à la compétition du fait de son jeune âge. Jackson fait le rapprochement entre le rap et la boxe ; « J'avais l'esprit de compétition sur le ring et le hip-hop aussi est une compétition. Je crois que les rappeurs se préparent presque comme des boxeurs, ils ont tous envie de devenir champion. » À 12 ans, Jackson se lance dans la vente de narcotiques, part à l'école avec des armes, et cache le bénéfice de ses ventes. Il est finalement appréhendé à cause d'un détecteur de métaux au lycée Andrew Jackson. Il avouera plus tard : « J'étais gêné de me faire arrêter comme ça. C'est la pire façon d'être arrêté. Après mon arrestation, j'ai arrêté de me cacher. Je disais ouvertement à ma grand-mère « Je vends de la drogue ». »
Le 29 juin 1994, Jackson est arrêté pour avoir aidé à vendre quatre ampoules de cocaïne à l'officier de police en civil William Howlett, alors chef du département new-yorkais de la DEA. Il est à nouveau arrêté trois semaines plus tard quand la police fouille son appartement et trouve de l'héroïne, 280 grammes de crack et un pistolet pour starter. Il risque de trois à neuf ans de prison, mais il est finalement condamné à une peine de substitution de sept mois dans un camp de redressement aux méthodes et à la discipline militaires. Il y obtient son GED (General Educational Development), examen de sortie du lycée. Il adopte le surnom de « 50 Cent » en référence à un criminel new-yorkais, Kelvin Martin (en), qui a œuvré à Brooklyn dans les années 1980, et dont le surnom était 50 Cent ; « J'ai pris le nom de 50 Cent parce qu'il dit tout ce que je veux dire. Je suis le même genre de personne que 50 Cent. Je trouve de quoi vivre par tous les moyens. »

### Débuts artistiques (1996–1999)
Jackson se lance dans le rap chez un ami où il utilise un phonographe pour enregistrer sa voix par-dessus des morceaux instrumentaux. En 1996, un ami lui fait rencontrer Jam Master Jay du groupe Run–DMC et dont le label est JMJ Records. Il s'agit de la première fois que 50 Cent entre en studio. Jay lui apprend à tenir un rythme, écrire des refrains, structurer ses chansons et faire un enregistrement,. Sa première apparition officielle se fait pour une chanson intitulée React, du groupe Onyx, dans l'album Shut 'Em Down, sorti en 1998. Il reconnaît que Jam Master Jay l'a influencé et aidé à améliorer sa capacité à écrire des refrains. Jay produit également de 50 Cent un album qui n'est jamais sorti de studio. L'association avec Jam Master Jay ne dure que quelques années. En 1999, le label Trackmasters fait signer 50 Cent, qui se prépare dès lors à sortir son premier album, Power of the Dollar, sur Columbia Records. Jackson fondera Hollow Point Entertainment avec l'ancien membre de G-Unit, Bang 'Em Smurf.
L'album Power of the Dollar se vend plutôt bien et est largement produit par Trackmasters. Certains morceaux se retrouveront d'ailleurs sur la compilation Guess Who's Back? sortie en 2002. La popularité de Jackson s'accroît significativement après la publication du single underground controversé How to Rob, un single qu'il a écrit en une demi-heure lorsqu'il était en route pour le studio d'enregistrement,. Dans ce single, il explique comment il compte faire pour voler des artistes célèbres. Les rappeurs Jay-Z, Kurupt, Sticky Fingaz, Big Pun, DMX, Wyclef Jean et Wu-Tang Clan répondent négativement à ce single, et Nas invite Jackson à le rejoindre à sa tournée Nastradamus. Avant la publication de How to Rob accompagné du single Thug Love (avec Destiny's Child), Jackson est touché par balle et hospitalisé. Power of the Dollar est l'album qui aurait dû révéler le rappeur au grand public, s'il n'avait pas été victime d'une fusillade, ce qui lui a valu d'être laissé par sa maison de disques, Columbia Records.

### Agression par balle (2000–2001)

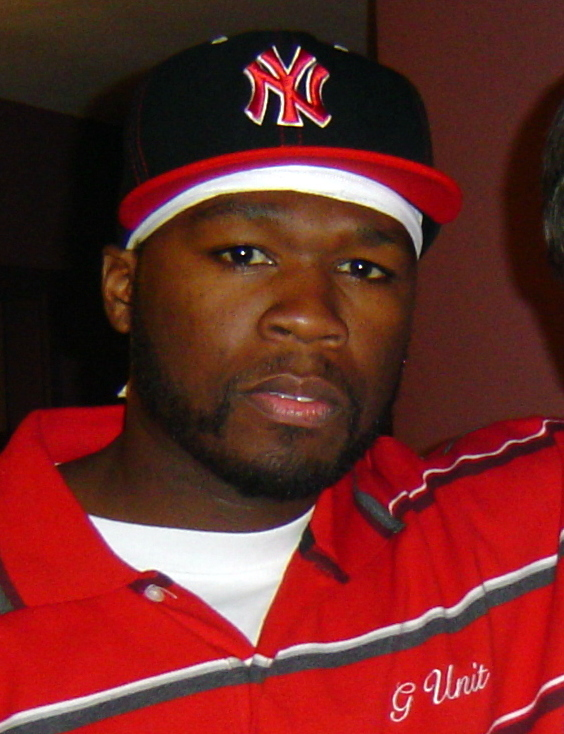
50 Cent en 2003.

Le 24 mai 2000, Jackson est attaqué par un assaillant (supposément nommé Darryl « Hommo » Baum) près de l'ancienne maison de sa grand-mère. Il entre dans la voiture d'un ami lorsque son assaillant lui tire dessus à neuf reprises avec un pistolet 9 mm. Jackson est touché aux mains, aux jambes, à l'épaule, à la joue droite et à la joue gauche,,. Les séquelles de cette agression incluent la langue percée, la perte d'une dent de sagesse et une voix devenue légèrement empâtée,, ; l'ami qui l'accompagne est également blessé par balle et touché à la main. Ils parviennent malgré tout à conduire jusqu'à l'hôpital, là où Jackson sera pris en charge pendant treize jours. Baum, un ami proche et garde du corps de Mike Tyson est tué trois semaines plus tard. Jackson se souvient de ce moment : « C'est arrivé tellement vite que je n'ai pas pu riposter... J'ai eu peur du début à la fin... Je regardais dans le rétroviseur en me disant, « putain, quelqu'un m'a tiré dans la tronche ! Ça brûle, ça brûle, ça brûle ! » ».
Aidé d'un déambulateur pendant six semaines, Jackson parvient à guérir complètement en cinq mois. Après son départ de l'hôpital, il reste à Poconos avec sa petite amie et son fils,,.
À l'hôpital, Jackson signe un contrat avec Columbia Records avant de se faire abandonner par le label et bannir de l'industrie musicale pour son single Ghetto Qu'ran. Dans l'impossibilité d'enregistrer dans un studio aux États-Unis, il part pour le Canada,. Avec son partenaire Sha Money XL, Jackson enregistre trente chansons sur mixtapes afin de se construire une réputation. Dans une entrevue avec HitQuarters, Marc Labelle de Shady Records explique que Jackson a tourné le circuit de la mixtape à son avantage.

### Renouveau Début artistique (2002–2006)

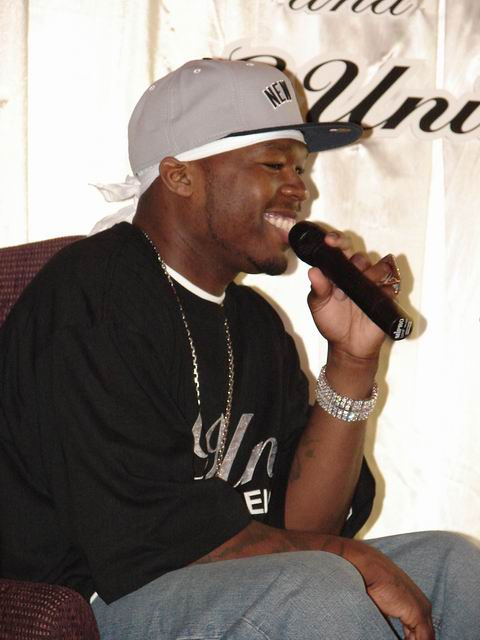
50 Cent en 2006.

En 2002, Eminem découvre l'album Guess Who's Back? de Jackson, donné par son avocat qui travaille avec le manager d'Eminem, Paul Rosenberg. Impressionné, Eminem invite Jackson à Los Angeles et le présente à Dr. Dre,,. Après avoir signé un contrat d'un million de dollars, Jackson publie No Mercy, No Fear. La mixtape présente une nouvelle chanson, Wanksta, apparue dans la bande originale du film 8 Mile d'Eminem. Jackson publie son premier album, Get Rich or Die Tryin' (décrit par AllMusic comme « probablement le premier album le plus hyped publié par un rappeur depuis une décennie »), en février 2003. Il atteint la première place du Billboard 200, avec 872 000 exemplaires vendus en seulement quatre jours. Le single principal In da Club devient la chanson la plus écoutée à la radio en une semaine selon Billboard.
Interscope attribue à Jackson son propre label, G-Unit Records, en 2003. Il signe Lloyd Banks, Tony Yayo et Young Buck comme membres de G-Unit. Après le succès de Get Rich or Die Tryin', 50 Cent s’associe avec DJ Whoo Kid et la chaîne de radio Hot 97 est créée, en mars 2003, la G-Unit Radio, une émission de radio dans laquelle les futurs membres de G-Unit Records livreront des interviews et des freestyles exclusifs. Ils reçoivent des invités comme The Game, Mobb Deep ou encore Freeway. Au tout début, l'émission n'a pas le succès que 50 Cent attendait, c'est alors qu'il décide de réunir tous les morceaux inédits diffusés jusqu'ici dans une mixtape gratuite intitulée G-Unit Radio : Smoking Day en avril 2003. À partir de ce moment, l'émission G-Unit Radio va connaître un succès plus grand et toucher un public plus large. Pour ne pas perdre leurs auditeurs, DJ Whoo Kid et la G-Unit continuent à publier des mixtapes gratuites tous les deux mois. Au total, 25 mixtapes gratuites de la G-Unit Radio sortiront entre 2003 et 2007.
En novembre 2004, The Game et 50 Cent enregistrent le morceau How We Do, produit par Dr. Dre, qui est un succès commercial dans le monde entier. Ils enregistrent par la suite plusieurs titres ensemble, tel que Hate it or Love it, qui sont eux aussi des succès. Cela permet à The Game de devenir un membre de G-Unit. En mars 2005, le deuxième album de Jackson, The Massacre, se vend à 1,4 million d'exemplaires en quatre jours et atteint la première place du Billboard 200 pendant six semaines. Jackson signe par la suite Olivia et Mobb Deep à G-Unit Records, puis encore plus tard Spider Loc, M.O.P., 40 Glocc et Young Hot Rod,. Jackson exprime son intérêt de travailler avec d'autres rappeurs autres que ceux de G-Unit, comme Lil Scrappy de BME Recordings, LL Cool J de Def Jam, Ma$e de Bad Boy et Freeway de Roc-A-Fella. En janvier 2005, 50 Cent produit son propre jeu vidéo : 50 Cent: Bulletproof. Dedans, le joueur incarne le rappeur en personne et a pour but de retrouver le tueur qui a tenté de l'assassiner. Le jeu est développé par Genuine Games durant l'année 2005 et sort en novembre 2005 sur Playstation 2 et Xbox. 50 Cent: Bulletproof n'a pas vraiment de grand succès avec seulement 43 % d'avis positifs.

### Pause musicale (2007–2010)

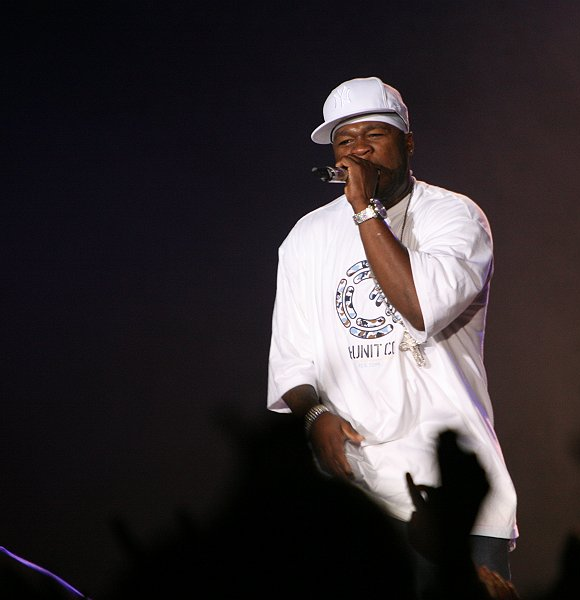
50 Cent en concert.

Jackson se fait de moins en moins présent sur la scène musicale à partir de 2004. Durant cette période, 50 Cent crée sa ligne de vêtements, qui porte le nom de son groupe, G-Unit Clothing. Il enchaîne des contrats avec Reebok et d'autres marques et ouvre son propre label de production, G-Unit Records. En 2006 sort, en France, le film autobiographique produit par Interscope/Shady/Aftermath Films. Le titre est le nom de son premier album Get Rich or Die Tryin. Malgré un certain succès public, ce film se trouve durant de nombreuses semaines dans le top 50 des plus mauvais films notés sur le site IMDb. Il fait un autre film, Home of the Brave, dont les critiques sont plutôt positives.
En 2006, une grande dispute éclate au sein du groupe G-Unit entre The Game et 50 Cent en raison d'un désaccord. En effet ce dernier trouve que les rappeurs Nas et Jay-Z n'ont aucun talent et qu'ils ne méritent pas la notoriété qu'ils possèdent. The Game en revanche trouve que ces deux rappeurs, en particulier Nas, méritent pleinement la reconnaissance qu'ils ont. S'ensuivent plusieurs altercations pas particulièrement violentes. Finalement The Game quitte la G-Unit. Chacun des deux rappeurs continue pourtant à diffuser des titres provocateurs envers l'autre, comme 50 Cent avec les morceaux Emotional ou Not Rich Still Lying ou The Game avec la mixtape Stop Snitchin' Stop Lyin'. Les clashs continueront jusqu'en 2010. En 2006, Jackson tourne une publicité pour Vitaminwater, une boisson vitaminée, et se sert de son salaire pour acheter des parts de la société (10 %). Cette même société est rachetée en 2007 par Coca-Cola pour la somme de 4 milliards de dollars, 50 Cent aurait alors réalisé un gain d'environ 100 millions de dollars après impôts,.
Le 11 septembre 2007, 50 Cent sort son troisième album studio intitulé Curtis. L'album contient des productions de Dr. Dre, d'Eminem, Timbaland et plusieurs autres producteurs. 50 Cent invite également divers artistes comme Akon, Justin Timberlake, Nicole Scherzinger, ainsi que d'autres musiciens notables. La presse spécialisée note que le rappeur avait divisé son album entre des chansons « dures » et « douces ». Curtis connaît un succès commercial significatif, vendant 691 000 exemplaires dès sa première semaine de sortie.  La concurrence de vente d'album avec Graduation de Kanye West est considérée comme « un grand jour pour le hip-hop. » L'album, classé deuxième au Billboard 200, aux Top R&B/Hip-Hop Albums et aux Top Internet Albums, est certifié disque de platine avec plus d'un million d'exemplaires vendus aux États-Unis[réf. nécessaire]. En septembre 2007, 50 Cent et la chaîne de radio Hot 97 décident de mettre un terme à la G-Unit Radio. En effet, l'émission fait de moins en moins d'audience et les auditeurs reprochent à la G-Unit de ne jamais être présente durant des émissions en direct. 50 Cent publie donc une dernière mixtape gratuite : G-Unit Radio 25 : Sabrina's Baby Boy, avant que DJ Whoo Kid ne reprenne pleinement les commandes de l'émission qu'il rebaptise Whoolywood.

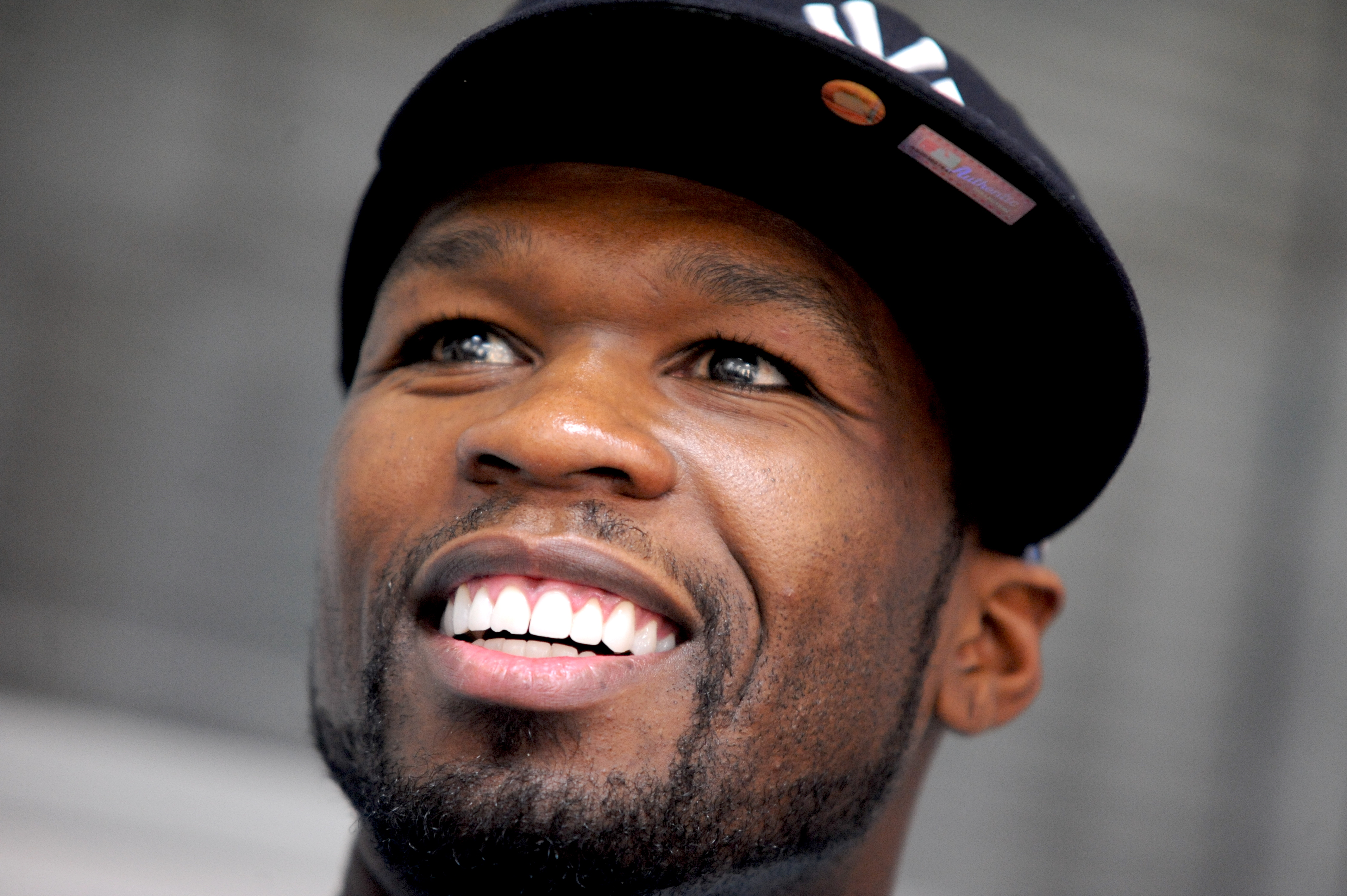
50 Cent à Paris le 26 novembre 2009.

En mai 2008, 50 Cent publie un album promotionnel intitulé Body Snatchers en collaboration avec la G-Unit, bien noté mais sans réel succès. En août 2008, le magazine Forbes estime qu'il a gagné en un an 150 millions de dollars, le plaçant ainsi en tête du classement des gains annuels dans l'industrie de la musique, devant le rappeur Jay-Z. En février 2009, 50 Cent sort un deuxième jeu vidéo : 50 Cent: Blood on the Sand, développé par Swordfish Studios puis édité par THQ. Le jeu sort sur PlayStation 3 et Xbox 360 et a beaucoup plus de succès que le premier. En novembre 2009, 50 Cent publie son quatrième album sous le label Aftermath intitulé Before I Self Destruct (le dernier de son contrat actuel avec sa maison de disques), après quasiment un an d'attente. Son premier single Baby by Me en featuring avec Ne-Yo entre directement à la 31e place du Billboard Hot 100. Le vidéofilm Before I Self Destruct, écrit et mis en scène par le rappeur, est publié lui aussi fin 2009. De plus, il coécrit un ouvrage avec l'écrivain Robert Greene, The 50th Law. Courant 2010, il apparait dans de nombreuses collaborations avec plusieurs artistes tels que Jeremih, Soulja Boy, Bobby Valentino ou encore Mann. Il chante également avec Michael Jackson sur l'album posthume de ce dernier sur le titre Monster, même s'il sera révélé plus tard que ce n'était pas Michael Jackson qui chantait mais un sosie vocal de ce dernier.

### Départ d'Interscope (2011–2013)

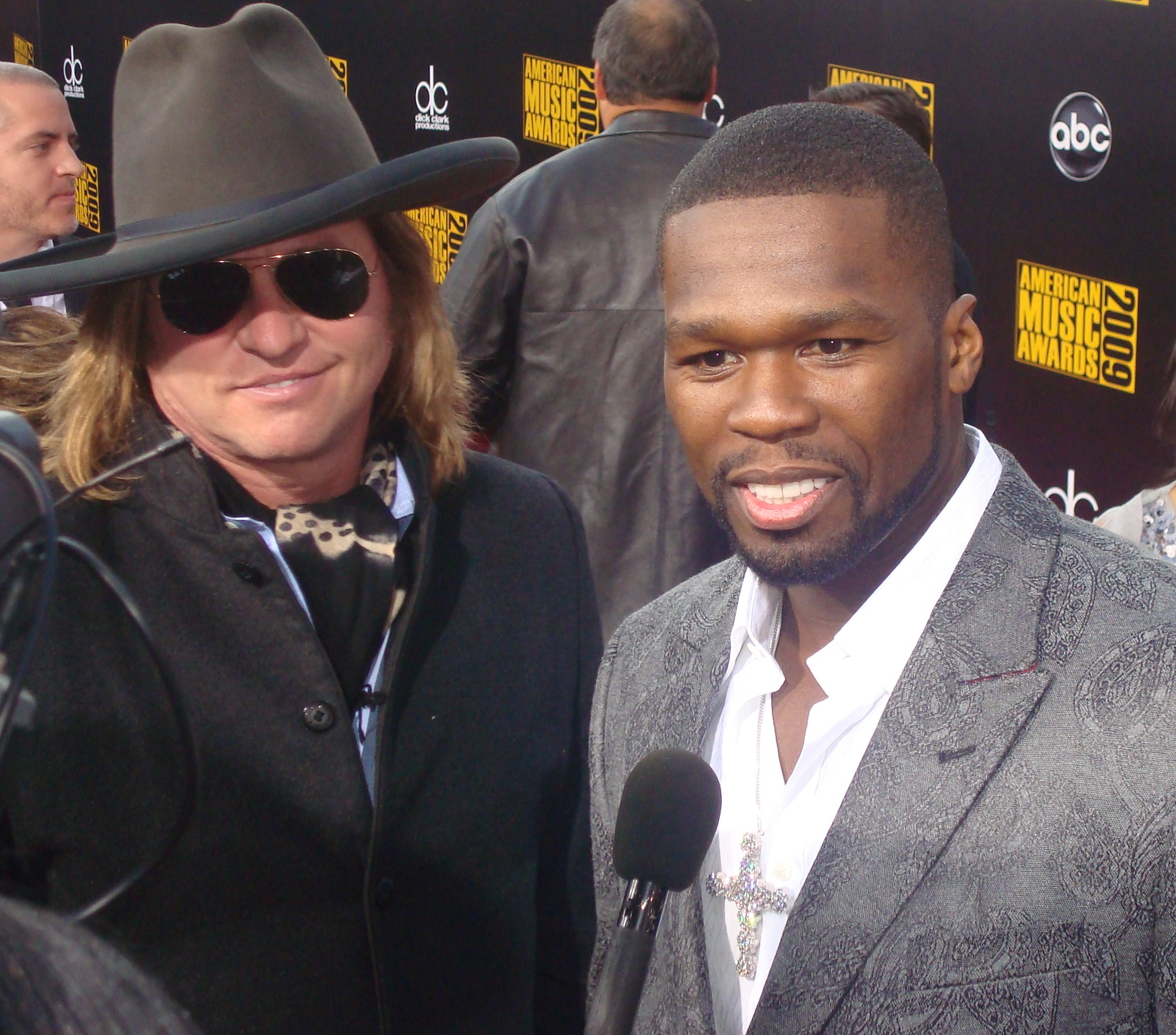
Val Kilmer et 50 Cent.

En début d'année 2011, Jackson annonce l'arrivée dans le marché d'un nouveau casque, Street by 50 Cent. Il fait alors plusieurs freestyles pour promouvoir ce projet, mais après deux mois Sleek annule la sortie de son casque car ceux-ci se préoccupaient plus des écouteurs que des casques sans fil. Les écouteurs, qui ciblent les sportifs avant tout, intégreront des capteurs biométriques pour surveiller l'activité du corps humain durant l'effort. Il prépare ensuite son nouvel album annoncé pour novembre 2011, et travaille avec David Guetta sur Bullshit and Party pour le prochain album de ce dernier programmé pour le 29 août 2011. Jackson publie son premier single extrait de son album, le 17 juin, Outlaw, disponible sur iTunes le 27 juillet, puis son second single I'm on It, avant l'annulation de l'album par son label Interscope Records. Il annule la sortie du single Psycho de l'album de Dr. Dre Detox. Le samedi 20 août, il sort le remix de Dev In The Dark. 50 Cent annonce une grande tournée à la fin de l'année baptisée G-Unit Tour 2012 avec Lloyd Banks, Tony Yayo, Cashis, Mobb Deep, Jadakiss, Akon avec l'apparition de Eminem, Obie Trice, Stat Quo, M.O.P. et DMX[réf. nécessaire].
Jackson créée sa propre boisson, Street King, dont une part des bénéfices serviront à nourrir des enfants africains. Son souhait est de nourrir plus de deux millions d'enfants. 50 Cent annonce dans une interview que son album sortira en novembre. Le 22 septembre 2011, 50 Cent sort le single Street King Energy Track #7 puis le 28 septembre 2011 sort la musique The Enforcer pour la bande originale du film Reel Steel ainsi que Love Hate Love, une diss track contre Lil Wayne et The Game. Une mixtape Street King Energy est prévue prochainement. Le 1er octobre, il sort un nouveau morceau de Street King Energy intitulé Non Stop, accompagné de la track #8 puis le 4 octobre met en ligne le neuvième titre Shady Murder. Le 10 octobre, il dévoile la onzième chanson de Street King Energy, intitulée 50's my favorite. 50 Cent annonce également sur les réseaux sociaux être en studio avec Eminem, probablement pour son nouvel opus prévu pour novembre 2012. Le 10 octobre 2012, il signe la chanteuse Lea au label G-Note. Le 26 octobre 2012 il sort le remix du morceau Hot Girl avec un chanteur de G-Note, Hot Rod. Le 1er novembre, il publie le remix avec Uncle Murda, Mariah Carey, Young Jeezy intitulé Warning. Il annonce dans son nouveau magazine la sortie de son album en janvier 2012. Le 19 novembre 2012, il publie un nouveau freestyle What Up Gangsta Part 2[réf. nécessaire].
Un nouvel EP intitulé The Big 10 est publié le 9 décembre 2011 pour fêter les 10 ans de sa mixtape 50 Cent Is the Future, un premier morceau est disponible le 28 novembre 2011, il s'agit de Stop Crying. Un premier clip est disponible le 9 décembre 2011. On y voit Paris, nouvelle recrue du G-Unit et 50 Cent dans le clip Queens, NY puis le 14 de ce même mois, il met en ligne I Just Wanna avec Tony Yayo. Le 15 décembre 2011, il met en ligne le clip Wait Until Tonight puis celui de Off And On, le 17 décembre 2011. Il annonce que Chris Brown sera dans son nouvel album sur le titre Lighters. Les 25 et 26 décembre 2011, il met en ligne le clip de They Burn Me ainsi que celui du remix Up avec Loverance. Il sort le clip Put Your Hands Up. Le 2 janvier 2012, il sort le morceau Girls Go Wild avec Jeremih et sort un remix Up avec Young Jeezy & T.I. 50 Cent a des problèmes avec son label Interscope : il ne peut faire la promotion de son nouveau morceau avec Jeremih. Le jeudi 9 février 2012, 50 Cent organise un voyage au Kenya et en Somalie pour rendre visite à la population locale[pourquoi ?][réf. nécessaire]. Le 15 février 2012, il publie le clip Shooting Guns avec Kidd Kidd extrait de sa mixtape The Big 10, puis le clip de N****s Be Schemin le 16 mai 2012, en collaboration avec Kidd Kidd, extrait de cette même mixtape. En juin 2012, 50 Cent sort également les mixtape 5 (Murder by Numbers) et The Lost Tape (en) qui sont très bien notées pour de simples mixtapes promotionnelles. Il annonce un album pour le 13 novembre 2012 intitulé Street King Immortal. La date de sortie de l'album est finalement repoussée, mais pas précisée, par le rappeur américain. My Life avec Adam Levine et Eminem publie cependant comme troisième single de cet album. Au début de 2013, 50 Cent et la G-Unit partent en tournée mondiale.

### Retour (depuis 2014)
Le 5 juin 2014, 50 Cent publie son cinquième album solo intitulé Animal Ambition. Malgré une campagne publicitaire importante, l'album ne s'écoule qu'à 40 188 exemplaires, ce qui le place à la sixième place dans les ventes de la semaine derrière de gros vendeurs comme Coldplay ou la chanteuse de country Miranda Lambert[réf. nécessaire]. En effet, le rappeur a un buzz beaucoup moins important qu'à ses débuts. Depuis son retour, ses fans lui reprochent d'écrire des textes de plus en plus faciles et des rimes de plus en plus pauvres et de s'éloigner du style gangsta rap. 50 Cent se défend contre ces propos dans une interview qu'il livre en 2012, dans laquelle il dit qu'aujourd'hui, tous ces morceaux « old school » ne rapporteraient plus grand-chose : « Il faut arrêter de vivre dans le passé, si j'avais continué à faire le même genre de musique qu'en 2003, 2004, je serais foutu. Il y a un moment où il faut bouffer. ».
Depuis le début de l'année 2013, 50 Cent part en tournée avec la G-Unit, et donne des petits concerts aux États-Unis. Depuis la sortie de son album Animal Ambition, 50 Cent ne travaille plus qu'avec la G-Unit, et se consacre moins sur sa carrière solo. Le 15 août 2015, néanmoins, 50 Cent dévoile son nouveau single 9 Shots, ainsi que le clip. Dans ce morceau, 50 Cent revient sur l'agression dont il est victime en 2000 (comme il avait déjà fait dans les titres Many Men et Hustler Ambitions) tout en abordant un style « old school » que ce soit dans l'instrumentale ou dans les paroles. Le morceau a beaucoup plus de succès que ceux présents sur Animal Ambition.
Le 30 janvier 2020, les rappeurs Dr. Dre et Eminem se réunissent à Hollywood pour célébrer le Walk of Fame de 50 cent.
En 2022 il participe au Super Bowl Halftime Show aux côtés d'Eminem, Snoop Dog, Mary J. Blige, Kendrick Lamar et Dr Dre. Ensemble, ils interprètent le tube Lose Yourself d'Eminem.
Il apporte son soutien à Donald Trump pour l’élection présidentielle américaine de 2020. La semaine suivante, il change d'opinion en disant sur Twitter : « Donald Trump aille se faire voir, je ne l'ai jamais aimé ».
En 2023, le rappeur a généré plus de 103,6 millions de dollars grâce à la tournée mondiale « The Final Lap Tour », selon les données du Billboard Boxscore. Il est devenu le deuxième rappeur de l'histoire à dépasser la barre des 100 millions de dollars en une seule tournée.

## Relations sociales
Jackson entretient des rapports conflictuels avec d'autres rappeurs américains dont Jadakiss, Ja Rule, Fat Joe, Nas, Sheek Louch et Styles P.. Il n'hésite pas à les provoquer et à les critiquer dans des morceaux comme dans Piggy Bank, de l'album The Massacre (2005). En juin 2008, Jackson est au centre d'une polémique lancée par son ex-compagne Shaniqua Tompkins, qui l'accuse d'avoir mis le feu à son domicile alors qu'elle se trouvait à l'intérieur avec leur fils Marquise. L'intéressé a démenti en affirmant qu'il était en Louisiane au moment des faits.

## Affaires judiciaires
En 2013, 50 Cent est accusé par son ex-compagne Daphne Joy (avec qui il a un enfant) de violence conjugale et de vandalisme à la suite des événements du 23 juin. Le 5 août 2013, 50 Cent plaide non coupable des charges retenues contre lui devant un tribunal du comté de Los Angeles ; il a une inculpation pour violence conjugale et quatre inculpations pour vandalisme. S'il est reconnu coupable des cinq chefs d'accusation, il pourrait être confronté à une peine de cinq ans d'emprisonnement et 46 000 dollars d'amende. L'actrice-mannequin Daphne Joy accuse 50 Cent de lui avoir donné des coups de pied et d'avoir saccagé leur chambre durant une dispute.

## Discographie
- 2000 : Power of the Dollar
- 2003 : Get Rich or Die Tryin'
- 2004 : Guess Who's Back Again
- 2005 : The Massacre
- 2007 : Bulletproof
- 2007 : Curtis
- 2009 : Before I Self Destruct
- 2012 : 5 (Murder by Numbers)
- 2014 : Animal Ambition
- 2016 : Street King Immortal

## Filmographie

### Cinéma
- 2005 : Réussir ou mourir (Get Rich Or Die Tryin') de Jim Sheridan : Marcus
- 2006 : Les Soldats du désert (Home of the Brave) de Irwin Winkler : Jamal
- 2008 : La Loi et l'Ordre (Righteous Kill) de Jon Avnet : Spider
- 2009 : Streets of Blood de Charles Winkler : Stan
- 2009 : Before I Self Destruct : Clarence
- 2010 : Dead Man Running d'Alex De Rakoff (en) : Thigo
- 2010 : Twelve de Joel Schumacher : Lionel
- 2010 : 13 de Géla Babluani : Jimmy
- 2010 : Caught in the Crossfire (en) de Brian A Miller (de) : Tino
- 2010 : Morning Glory de Roger Michell : lui-même
- 2011 : Braqueurs (SetUp) de Mike Gunther (en) : Sonny
- 2011 : Itinéraire manqué (All Things Fall Apart) de Mario Van Peebles : Deon
- 2011 : Vengeance : Black
- 2012 : Unités d'élite (Freelancers) de Jessy Terrero (es) : Malo
- 2012 : Odd Thomas : Shamus
- 2012 : Fire with Fire : Vengeance par le feu de David Barett : Lamar
- 2012 : Suspect de Scott Walker (it) : Clate Jackson
- 2012 : Lives of the Saints
- 2013 : Spectacular Regret
- 2013 : The Dance
- 2013 : Live beat
- 2013 : Évasion (Escape Plan) : Hush
- 2014 : Last Vegas : lui-même
- 2014 : The Prince de Brian A. Miller : The Pharmacy
- 2015 : La Rage au ventre (Southpaw) d'Antoine Fuqua
- 2015 : Spy de Paul Feig : lui-même
- 2018 : Criminal Squad (Den of Thieves) de Christian Gudegast : Levi Enson
- 2018 : Évasion 2 : Le Labyrinthe d'Hadès (Escape Plan 2: Hades) de Steven C. Miller : Hush
- 2019 : Évasion 3 : The Extractors (Escape Plan: The Extractors) de John Herzfeld : Hush
- 2023 : Expendables 4 (The Expendables 4) de Scott Waugh : Easy Day
- 2024 : Boneyard (en) de Asif Akbar : chef Carter

### Télévision
- 2009 : Entourage : lui-mème
- 2010 : Gun (téléfilm) : Rich
- 2011 : Blood out (téléfilm) : Hardwick
- 2012 : The Finder, épisode 8 : Big Glade
- 2014 - 2019 : Power : Kanan Stark
- 2020 - 2021 : For Life
- 2020 - en cours : BMF
- 2021 : Power Book II: Ghost : Kanan Stark (1 épisode)

### Jeux vidéo
- 2005 : 50 Cent: Bulletproof
- 2005 : 50 Cent: Bulletproof G-Unit Edition
- 2009 : 50 Cent: Blood on the Sand

La voix de 50 Cent est présente dans le jeu de guerre Call of Duty : Modern Warfare 2.

### Scénariste
- 2011 : Itinéraire manqué (All Things Fall Apart) (film)

### Producteur / coproducteur
- 2011 : Itinéraire manqué (All Things Fall Apart) (film)
- 2014 - 2019 : Power (série télévisée)
- 2020 - en cours : Power Book II: Ghost (série télévisée)
- 2020 : For Life (série télévisée)
- 2020 - en cours : BMF (série télévisée)
- 2021 - en cours : Power Book III: Raising Kanan (série télévisée)
- 2022 - en cours : Power Book IV: Force (série télévisée)
- 2025 : Criminal Squad : Pantera (Den of Thieves 2: Pantera) de Christian Gudegast

## Voix francophones
En France, Raphaël Cohen est la voix régulière de 50 Cent.
Au Québec, il est principalement doublé par Jean-François Beaupré.

## Publications
- Ma vie, ma vérité, City Editions, 2006.
- Comment réussir, échouer et tout reconstruire, 2021